# Cserehát
Le Cserehát (hongrois : Cserehát [ˈt͡ʃɛrɛhaːt]) est une région boisée au relief vallonné, située dans le Nord-Est de la Hongrie, dans la partie méridionale du massif du Nord. Il fait partie des Carpates occidentales. Il forme une zone triangulaire comprise entre le Bódva et le Hernád, jusqu'au Sajó, juste au sud de la frontière avec la Slovaquie. Son altitude moyenne varie entre 250 et 300 mètres, et son point culminant est le Kecske-pad (340 m).

### Topographie et géomorphologie

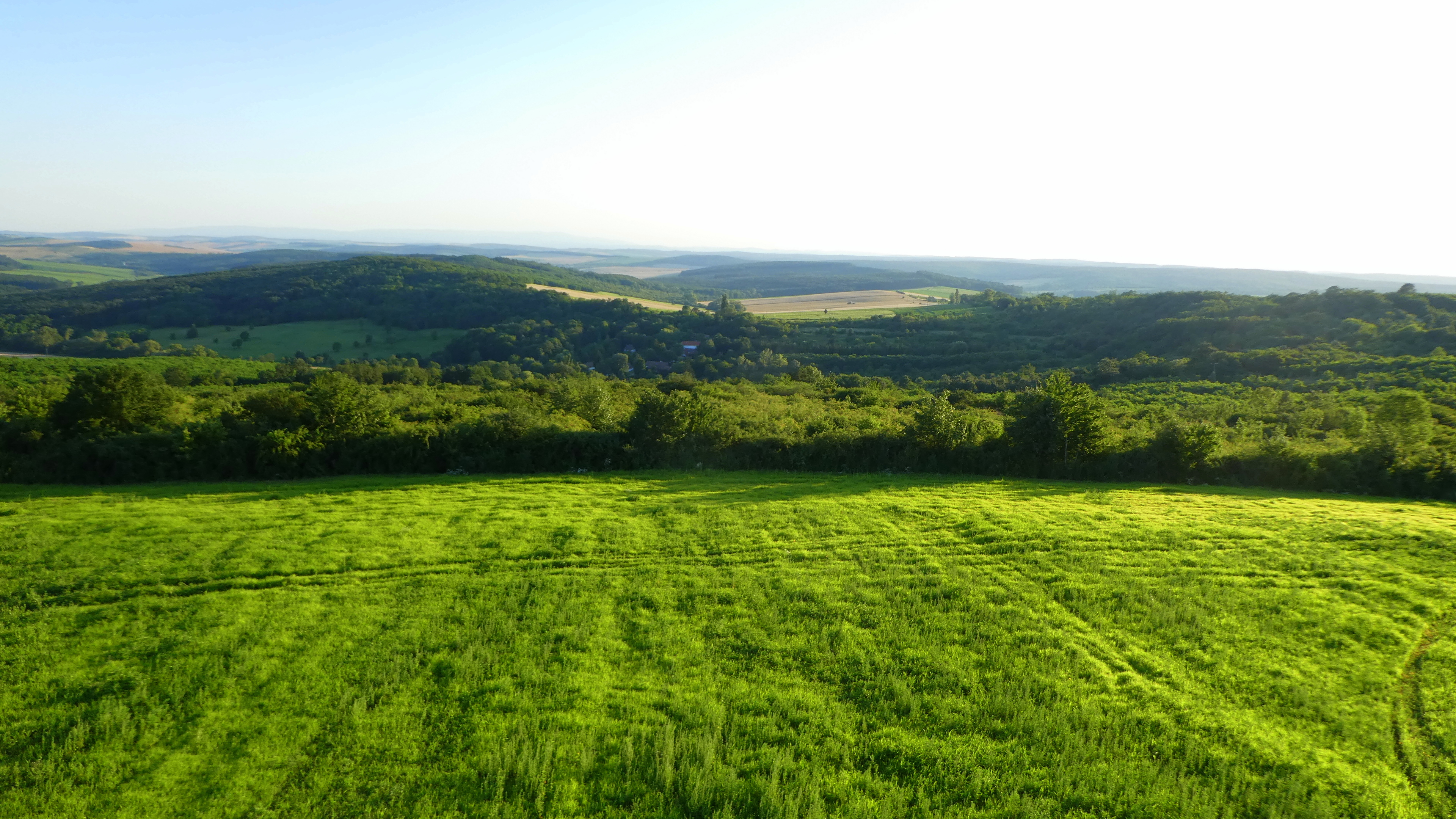
Le Cserehát à Szanticska.

### Faune et flore

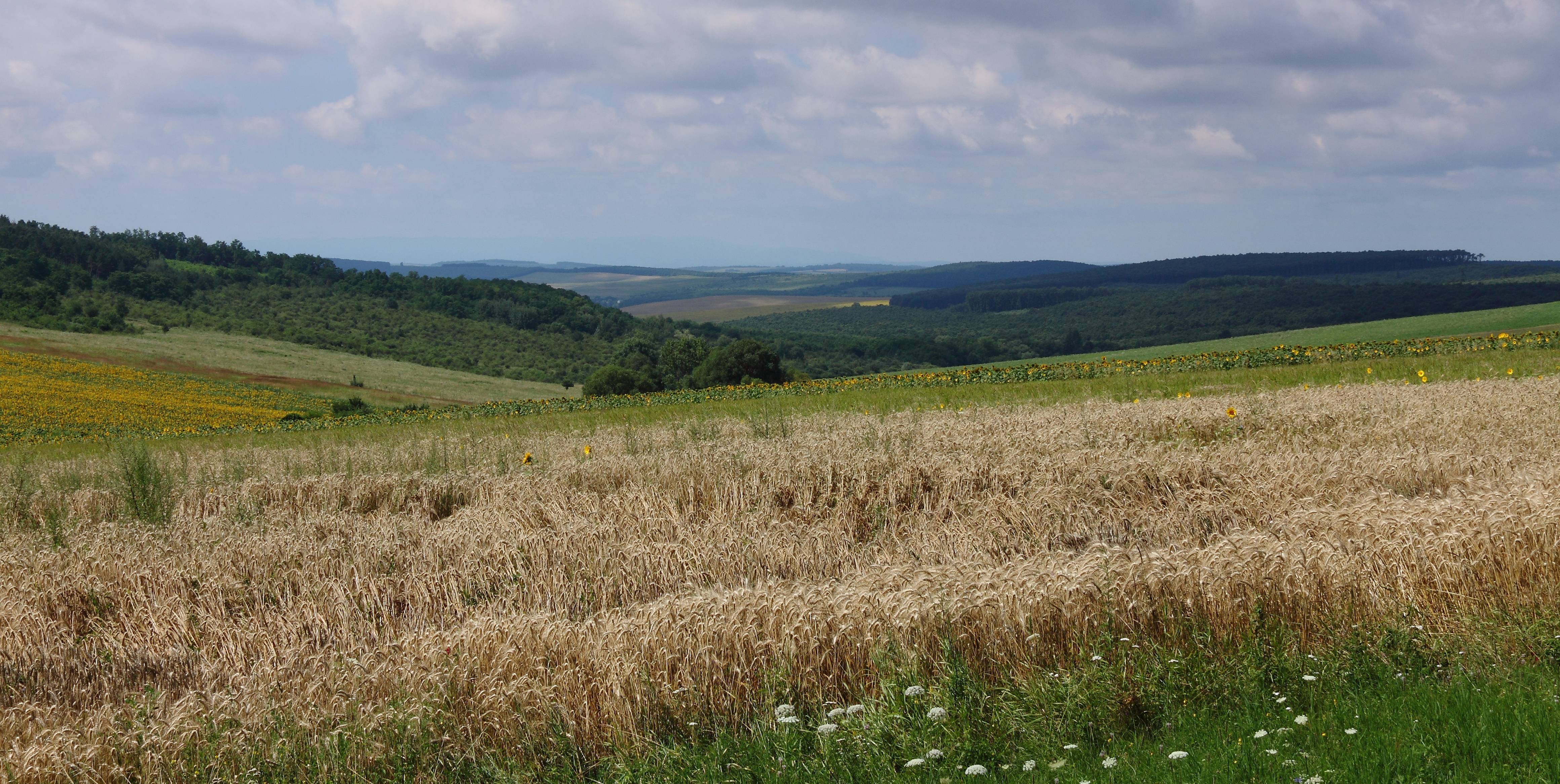
Le Cserehát à Szanticska.

## Géographie

### Découpage administratif
L'ensemble des localités suivantes se situent dans le massif du Cserehát :
- Abaújlak
- Abaújszolnok
- Baktakék
- Becskeháza
- Bódvarákó
- Bódvaszilas
- Büttös
- Csenyéte
- Debréte
- Edelény
- Encs
- Fáj
- Fancsal
- Felsőgagy
- Felsővadász
- Forró
- Gagyvendégi
- Garadna
- Gibárt
- Ináncs
- Irota
- Kány
- Keresztéte
- Kupa
- Lak
- Martonyi
- Nyésta
- Pamlény
- Perecse
- Rakaca
- Rakacaszend
- Szalonna
- Szanticska
- Szemere
- Szendrő
- Szendrőlád
- Tomor
- Tornabarakony
- Tornaszentandrás

Sur le plan administratif, le territoire du Cserehát, comprenant les districts actuels d'Edelény et de Szikszó, correspondait autrefois aux districts de Cserehát et de Szikszó, intégrés au comitat d'Abaúj, puis au comitat d'Abaúj-Torna, dont le siège était situé à Szepsi. Aujourd'hui, la région relève des districts d'Edelény et de Szikszó ainsi que des microrégions du même nom.

## Activités

### Activités économiques

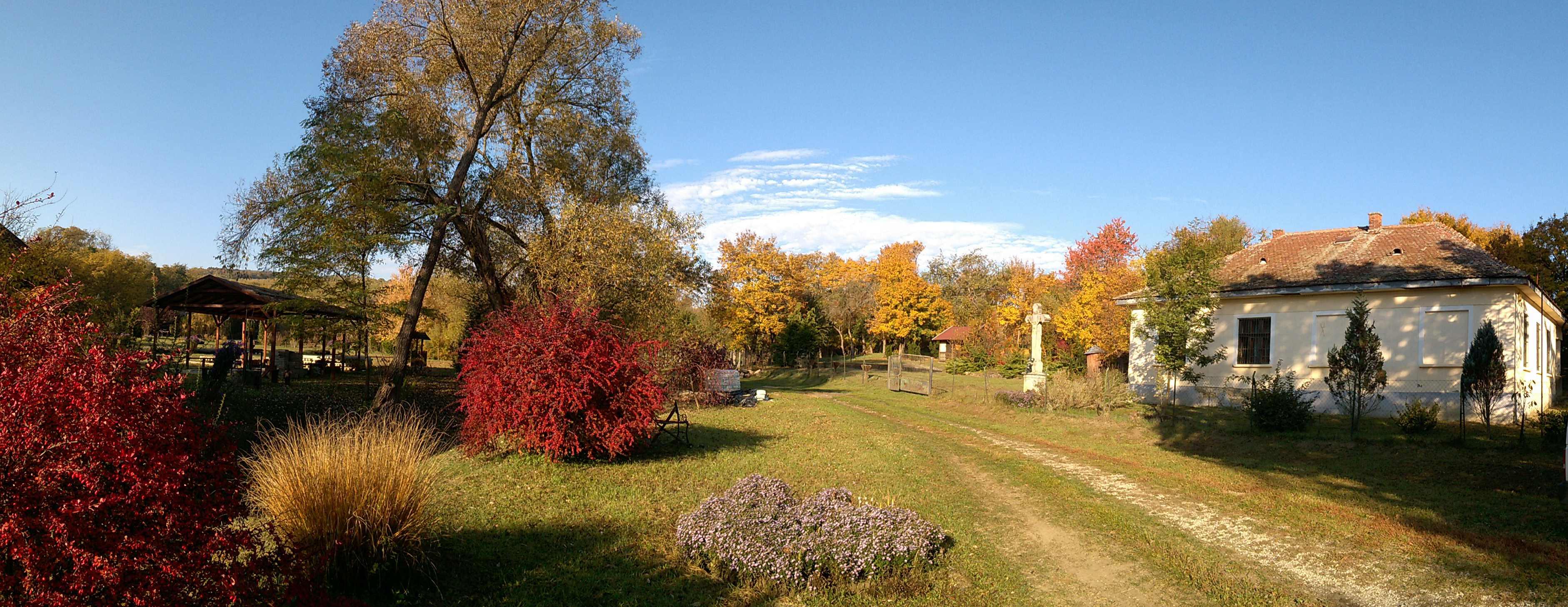
Le village de Gagyapáti.

Le lac de retenue de Rakaca, situé dans un environnement pittoresque, constitue un pôle d'attraction régional. Il offre diverses possibilités de loisirs : pêche, camping, résidences de vacances, et contribue à faire du Cserehát une destination de détente pour les amateurs de nature et de tranquillité.